# بريتاني رايلي
بريتاني رايلي (بالإنجليزية: Brittany Riley)‏ هي منافسة ألعاب القوى أمريكية، ولدت في 26 أغسطس 1986.

## وصلات خارجية
- بريتاني رايلي على موقع الاتحاد الدولي لألعاب القوى (الإنجليزية)